# Konganapuram
Konganapuram é uma panchayat (vila) no distrito de Salem, no estado indiano de Tamil Nadu.

## Geografia
Konganapuram está localizada a 11° 35′ N, 77° 55′ L. Tem uma altitude média de 305 metros (1000 pés).

## Demografia
Segundo o censo de 2001,  Konganapuram  tinha uma população de 8.086 habitantes. Os indivíduos do sexo masculino constituem 53% da população e os do sexo feminino 47%. Konganapuram tem uma taxa de literacia de 61%, superior à média nacional de 59.5%.A literacia no sexo masculino é de 71% e no sexo feminino é de 49%. Em Konganapuram, 10% da população está abaixo dos 6 anos de idade.